# Georges Verriest
Georges Verriest (ur. 15 lipca 1909 w Roubaix, zm. 11 lipca 1985 w Seclin) – francuski piłkarz, reprezentant kraju.

## Kariera klubowa
Verriest całą karierę piłkarską spędził w klubie RC Roubaix. W pierwszej drużynie debiutował w 1928 na szczeblu DH Nord (trzeci poziom rozgrywkowy). Wraz z zespołem dwukrotnie dotarł do finału Pucharu Francji w sezonach 1931/32 i 1932/33. W sezonie 1935/36 pomógł drużynie w awansie do Première Division.
W okresie gry na najwyższym poziomie rozgrywkowym od 1936 do 1939 zagrał w 80 spotkaniach, w których strzelił 5 bramek. Łącznie przez 11 lat gry dla drużyny Roubaix zagrał w 170 spotkaniach ligowych, w których strzelił 15 bramek. W 1939, ze względu na wybuch II wojny światowej rozgrywki ligowe we Francji zostały wstrzymane, co w konsekwencji doprowadziło do zakończenia kariery sportowej przez Verriesta.
| Sezon   | Klub       | Kraj    | Liga              | Mecze | Gole |
| ------- | ---------- | ------- | ----------------- | ----- | ---- |
| 1928/29 | RC Roubaix | Francja | DH Nord           |       |      |
| 1929/30 | RC Roubaix | Francja | DH Nord           |       |      |
| 1930/31 | RC Roubaix | Francja | DH Nord           |       |      |
| 1931/32 | RC Roubaix | Francja | DH Nord           |       |      |
| 1932/33 | RC Roubaix | Francja | DH Nord           |       |      |
| 1933/34 | RC Roubaix | Francja | Division 2        | 25    | 5    |
| 1934/35 | RC Roubaix | Francja | Division 2        | 30    | 3    |
| 1935/36 | RC Roubaix | Francja | Division 2        | 35    | 2    |
| 1936/37 | RC Roubaix | Francja | Première Division | 28    | 2    |
| 1937/38 | RC Roubaix | Francja | Première Division | 27    | 2    |
| 1938/39 | RC Roubaix | Francja | Première Division | 25    | 1    |

## Kariera reprezentacyjna
Verriest zadebiutował w reprezentacji Francji 23 kwietnia 1933 w meczu przeciwko Hiszpanii, wygranym 1:0. W 1934 został powołany na Mistrzostwa Świata 1934. Wystąpił w spotkaniu z reprezentacją Austrii. Strzelił w tym meczu bramkę w 116. minucie z rzutu karnego, jednak jego drużyna przegrała 2:3, odpadając z turnieju w pierwszej rundzie.
Po raz ostatni w reprezentacji zagrał 9 lutego 1936 w meczu przeciwko Czechosłowacji, przegranym 0:3. Łącznie Verriest w latach 1933–1936 wystąpił w 14 spotkaniach reprezentacji Francji, w których strzelił jedną bramkę.
| Mecze i gole w reprezentacji | Mecze i gole w reprezentacji | Mecze i gole w reprezentacji | Mecze i gole w reprezentacji | Mecze i gole w reprezentacji | Mecze i gole w reprezentacji | Mecze i gole w reprezentacji |
| #                            | Data                         | Miasto                       | Przeciwnik                   | Gol                          | Wynik                        | Rozgrywki                    |
| ---------------------------- | ---------------------------- | ---------------------------- | ---------------------------- | ---------------------------- | ---------------------------- | ---------------------------- |
| 1.                           | 23.04.1933                   | Colombes                     | Hiszpania                    |                              | 1:0                          | towarzyski                   |
| 2.                           | 25.05.1933                   | Colombes                     | Walia                        |                              | 1:1                          | towarzyski                   |
| 3.                           | 10.06.1933                   | Praga                        | Czechosłowacja               |                              | 0:4                          | towarzyski                   |
| 4.                           | 10.05.1934                   | Amsterdam                    | Holandia                     |                              | 5:4                          | towarzyski                   |
| 5.                           | 27.05.1934                   | Turyn                        | Austria                      | Gol                          | 2:3                          | MŚ 1934                      |
| 6.                           | 16.12.1934                   | Paryż                        | Jugosławia                   |                              | 3:2                          | towarzyski                   |
| 7.                           | 24.01.1935                   | Madryt                       | Hiszpania                    |                              | 0:2                          | towarzyski                   |
| 8.                           | 17.02.1935                   | Rzym                         | Włochy                       |                              | 1:2                          | towarzyski                   |
| 9.                           | 17.03.1935                   | Paryż                        | Niemcy                       |                              | 1:3                          | towarzyski                   |
| 10.                          | 14.04.1935                   | Bruksela                     | Belgia                       |                              | 1:1                          | towarzyski                   |
| 11.                          | 19.05.1935                   | Colombes                     | Węgry                        |                              | 2:0                          | towarzyski                   |
| 12.                          | 10.11.1935                   | Paryż                        | Szwecja                      |                              | 2:0                          | towarzyski                   |
| 13.                          | 12.01.1936                   | Paryż                        | Holandia                     |                              | 1:6                          | towarzyski                   |
| 14.                          | 09.02.1936                   | Paryż                        | Czechosłowacja               |                              | 0:3                          | towarzyski                   |

## Sukcesy
RC Roubaix
- Finał Pucharu Francji (2): 1931/32, 1932/33
- Awans do Première Division (1): 1935/36